# Saint-Martin-Vésubie
Saint-Martin-Vésubie (okcitansko/provansalsko Sant Martin de Lantosca) je naselje in občina v jugovzhodnem francoskem departmaju Alpes-Maritimes regije Provansa-Alpe-Azurna obala. Leta 2006 je naselje imelo 1.331 prebivalcev.

## Geografija
Kraj leži v pokrajini Provansi ob sotočju gorskih potokov Madone de Fenestre in Boréon, ki skupaj tvorita reko Vésubie, 75 km severno od središča departmaja Nice. Nahaja se znotraj francoskega narodnega parka Mercantour. Severovzhodno od njega teče po grebenu Primorskih Alp francosko-italijanska meja.

## Administracija
Saint-Martin-Vésubie je sedež istoimenskega kantona, v katerega je poleg njegove vključena še občina Venanson s 1.473 prebivalci.
Kanton je sestavni del okrožja Nica.

## Zgodovina
Naselje se prvikrat omenja kot srednjeveška utrdba v 13. stoletju, medtem ko arheološki ostanki romaniziranega ljudstva segajo v čas 1. stoletja.
Do leta 1860 je bilo njegovo ozemlje del Niške grofije, od tedaj dalje pa pod Francijo.